# Deutsch-Israelische Studiengruppen
Die Deutsch-Israelischen Studiengruppen (DIS) waren parteiunabhängige Hochschulvereinigungen in Westdeutschland und West-Berlin, die sich ab 1957 gründeten. Mitte der 1960er Jahre bestanden zeitgleich bis zu 19 Deutsch-Israelische Studiengruppen mit insgesamt etwa 600–800 Mitgliedern. Die Studiengruppen setzten sich für die NS-Aufarbeitung, gegen den Antisemitismus und für engere Kontakte mit Israel ein.

## Geschichte

### Gründung (1957–1959)
Die erste Deutsch-Israelische Studiengruppe (DIS) gründete sich am 28. Juni 1957 an der Freien Universität Berlin auf Betreiben des israelischen Studenten Jochanan Bloch. Nach dem Vorbild der Berliner Studiengruppe formierten sich ab 1959 auch an anderen westdeutschen Universitäten parallele Gruppen. Am 25. Mai 1961 schlossen sich die verschiedenen Studiengruppen zum Bundesverband Deutsch-Israelischer Studiengruppen zusammen (BDIS). Dem Kuratorium des BDIS gehörten unter anderem Franz Böhm, Helmut Gollwitzer, Romano Guardini, Theodor Heuss, Gertrud Luckner, Carlo Schmid und Karl Ullstein an.

### Forderung nach NS-Aufarbeitung und Aufnahme diplomatischer Beziehungen zu Israel (1960–1965)
Anfang der 1960er Jahre engagierten sich die Studiengruppen für die NS-Aufarbeitung und unterstützten an verschiedenen Hochschulstandorten die Wanderausstellung Ungesühnte Nazijustiz. Ein weiteres wichtiges Thema war die Forderung nach Aufnahme diplomatischer Beziehungen zu Israel, der man mittels Veranstaltungen, Petitionen und Protestkundgebungen Nachdruck verlieh.

### Krise nach der Aufnahme diplomatischer Beziehungen (1965–1967)
Nachdem 1965 mit der Aufnahme diplomatischer Beziehungen zwischen der Bundesrepublik und Israel die zentrale Forderung der DIS erfüllt wurde, verfielen die Studiengruppen in eine existenzielle Krise.
Aus den Deutsch-Israelischen Studiengruppen entwickelte sich die 1966 gegründete Deutsch-Israelische Gesellschaft (DIG), die im Gegensatz zu den DIS bis heute besteht. Als Verbindungsperson zwischen beiden Gruppen fungierte der evangelische Theologe Rolf Rendtorff, der 1963 mit einer Gruppe der DIS erstmals den Staat Israel bereist hatte.

### Sechstagekrieg und „Kritische Solidarität“ (1967)
Infolge des Sechstagekrieges 1967 entwickelte sich im Sozialistischen Deutschen Studentenbund (SDS), zu jener Zeit der größte linke Studierendenverband, eine starke antizionistische Stimmung. Hatten der SDS und der BDIS Anfang der 1960er Jahre bei hochschulpolitischen Fragestellungen häufig eng zusammengearbeitet (Höchster Abkommen), protestierten nach 1967 zahlreiche Studiengruppen gegen die antizionistischen Positionen des SDS. Der BDIS sprach sich in der Folge für eine „Kritische Solidarität“ gegenüber Israel aus.
In der Berliner Studiengruppe, wo es engere Verbindungen zum SDS gab, gewann im Jahr 1969 die antizionistische Linie, die unter anderem von Eike Geisel vertreten wurde, die Oberhand. Von anderen Studiengruppen sowie dem Bundesverband wurden die Positionen der Berliner Gruppe nicht unterstützt und 1970 entzog man der Berliner Studiengruppe die Unterstützung zur Herausgabe der Verbandszeitschrift diskussion, woraufhin die letzte Ausgabe der Zeitschrift im Dezember 1971 nicht mehr im Auftrag des BDIS erschien.

### Kontakte zu israelischen Studierendenverbänden und Auflösung (1967–1972)
Ende der 1960er Jahre setzten sich die Studiengruppen für offizielle Beziehungen mit israelischen Studentenorganisationen ein, mit denen man seit fast einem Jahrzehnt inoffizielle Kontakte pflegte. Im September 1969 beschloss die National Union of Israeli Students, offiziell mit dem BDIS zusammenzuarbeiten.
Die letzte Bundesdelegiertenkonferenz der Studiengruppen fand am 22. April 1972 in Frankfurt am Main statt. Der Bundesverband und die meisten Ortsgruppen lösten im Verlauf der 1970er Jahre in einem schleichenden Prozess und ohne formellen Beschluss auf. Einzelne Studiengruppen existierten aber auch noch während der 1980er Jahre.

## Publikationen

### DISkussion
Die Zeitschrift DISkussion wurde erstmals im Januar 1960 als Vereinsorgan der Berliner Studiengruppe herausgegeben. Ab Juli 1961 erschien die DISkussion im Auftrag des BDIS und mit dem Untertitel "Zeitschrift für Fragen der Gesellschaft und der Deutsch-Israelischen Beziehungen". Mit einer Auflage von 5.000 Exemplaren und bundesweiter Verbreitung entwickelte sich die Zeitschrift Anfang der 1960er Jahre zur zentralen Publikation der Deutsch-Israelischen Studiengruppen.

### Dialog
Der Dialog war das Vereinsorgan der Münchner Studiengruppe. 1963 erstmals herausgegeben, erschien die Zeitschrift mit einer Auflage von 1.000 Exemplaren bis zu vier Mal pro Jahr.

### Du-Siach
Du-Siach war eine hebräischsprachige Zeitschrift, die vom BDIS mit Unterstützung der Deutschen Botschaft Tel Aviv sowie des Presse- und Informationsamts der Bundesregierung ab April 1967 herausgegeben wurde. Die Zeitschrift hatte eine Auflage von 5.000 Exemplaren und wurde an israelischen Universitäten verteilt. Anliegen der Zeitschrift war es, israelische Studierende über Deutschland zu informieren.

### Emuna Horizonte
Als eines der letzten Projekte gab der BDIS ab 1970 gemeinsam mit dem Deutschen Koordinierungsrat der Gesellschaften für Christliche-Jüdische Zusammenarbeit, der Deutsch-Israelischen Gesellschaft sowie dem Bundesverband Jüdischer Studenten in Deutschland die Zeitschrift Emuna Horizonte heraus.

## Bekannte Mitglieder
- Christoph Bertram, Journalist und Politikberater
- Jochanan Bloch, Religionswissenschaftler
- Felix Busse, Präsident des Deutschen Anwaltsvereins
- Nils Diederich, SPD-Politiker und Politikwissenschaftler
- Peter Freimark, Judaist
- Eike Geisel, Journalist und Essayist
- Gunter Huonker, SPD-Politiker
- Angelika Köster-Loßack, Politikerin Bündnis 90/Die Grünen
- Michael Krupp, evangelischer Theologe und Judaist
- Ludwig Liegle, Erziehungswissenschaftler
- Siegward Lönnendonker, Soziologe und Chronist der Studentenbewegung
- Wolfgang Lüder, FDP-Politiker und Berliner Wirtschaftssenator
- Diemut Majer, Rechtswissenschaftlerin
- Manfred Rexin, Journalist und Sachbuchautor
- Alexander Schölch, Orientalist
- Ansgar Skriver, Journalist und Verleger
- Klaus Thüsing, SPD-Politiker
- Klaus von Trotha, CDU-Politiker und Minister für Wissenschaft, Forschung und Kunst in Baden-Württemberg
- Hedda Jungfer, SPD-Politikerin
- Reinhard Strecker, Initiator der Wanderausstellung Ungesühnte Nazijustiz
- Heinz Wewer, Journalist und Historiker

## Kuratoriumsmitglieder
In den Kuratorien einzelner Studiengruppen sowie des Bundesverbands versammelten sich unterschiedliche Persönlichkeiten aus Gesellschaft, Wissenschaft und Politik.

### Freie Universität Berlin
- Walter Dirks, katholischer Publizist und Journalist
- Gert von Eynern, Wirtschaftswissenschaftler
- Walter Fabian, Journalist und Übersetzer
- Ossip K. Flechtheim, Jurist und Politikwissenschaftler
- Dietrich Goldschmidt, Soziologe und Bildungsforscher
- Helmut Gollwitzer, evangelischer Theologe
- Heinrich Grüber, evangelischer Theologe
- Michael Landmann, Philosoph
- Joachim Lipschitz, SPD-Politiker
- Helge Pross, Soziologin
- Kurt Sontheimer, Politikwissenschaftler
- Wilhelm Weischedel, Philosoph

### Goethe-Universität Frankfurt
- Fritz Bauer, Generalstaatsanwalt in Hessen
- Werner Bockelmann, SPD-Politiker
- Max Ludwig Cahn, Rechtsanwalt und Notar
- Max Horkheimer, Sozialphilosoph und Direktor des Instituts für Sozialforschung
- Walter Leiske, CDU-Politiker
- Friedrich Minssen, Romanist und Pädagoge
- Oswald von Nell-Breuning, katholischer Theologe
- Karl von Rath, Kulturdezernent von Frankfurt/Main
- Luise Rinser, Schriftstellerin
- Ernst Schütte, SPD-Politiker
- Berthold Simonsohn, Leiter der Zentralwohlfahrtsstelle der Juden in Deutschland
- Hannah Vogt, Schriftstellerin[12]

### Ludwig-Maximilians-Universität München
- Gad Beck, NS-Widerstandskämpfer
- Ruth Andreas-Friedrich, NS-Widerstandskämpferin
- Burghard Freudenfeld, Journalist und Publizist
- Peter Gerhards, evangelischer Theologe
- Alois Hundhammer, CSU-Politiker
- Helmut Kindler, Verleger
- Ernest Landau, Journalist
- Georg Lanzenstiel, evangelischer Theologe
- Werner Leibbrand, Psychiater und Medizinhistoriker
- Alfred Marchionini, Dermatologe
- Karl Saller, Anthropologe
- Gertrud von le Fort, Schriftstellerin
- Alfred von Martin, Historiker und Soziologe
- Elmar Warning, Bankier

### Ruprecht-Karls-Universität Heidelberg
- Emil Belzner, Journalist und Schriftsteller
- Erich Bloch, Journalist und Schriftsteller
- Konrad Duden, Rechtswissenschaftler
- Otto Ernst Pfleiderer, Ökonom und Zentralbankpolitiker
- Barbara Just-Dahlmann, Juristin
- Kurt Georg Kiesinger, Bundeskanzler
- Herbert Krimm, evangelischer Theologe
- Hermann Maas, evangelischer Theologe
- Gerhard von Rad, evangelischer Theologe
- Rolf Rendtorff, evangelischer Theologe
- Liselotte Mugdan, Professorin

### Bundesverband
- Hugo Bergman, Philosoph und Schriftsteller
- Franz Böhm, CDU-Politiker
- Dietrich Goldschmidt, Soziologe und Bildungsforscher
- Romano Guardini, katholischer Religionsphilosoph
- Helmut Gollwitzer, evangelischer Theologe
- Heinrich Grüber, evangelischer Theologe
- Theodor Heuss, Bundespräsident
- Harald Koch, SPD-Politiker
- Heinz Kremers, evangelischer Theologe
- Gertrud Luckner, NS-Widerstandskämpferin
- Alfred Marchionini, Dermatologe
- Helmuth Plessner, Philosoph und Soziologe
- Rolf Rendtorff, evangelischer Theologe
- Carlo Schmid, SPD-Politiker
- Ernst Simon, Religionsphilosoph und Pädagoge
- Helmut Thielicke, evangelischer Theologe
- Karl Ullstein, Verleger